# Монтевељо
Монтевељо (итал. Monteveglio) је насеље у Италији у округу Болоња, региону Емилија-Ромања.
Према процени из 2011. у насељу је живело 53 становника. Насеље се налази на надморској висини од 113 м.

## Становништво
| 1931. | 1936. | 1951. | 1961. | 1971. | 1981. | 1991. | 2001. | 2011. |
| ----- | ----- | ----- | ----- | ----- | ----- | ----- | ----- | ----- |
| 4.673 | 4.565 | 4.227 | 3.045 | 2.193 | 2.700 | 3.868 | 4.481 | 5.282 |